# Pirro Albergati

Stemma Albergati

Conte Pirro Capacelli Albergati (Bologna, 20 settembre 1663 – Bologna, 22 giugno 1735) è stato un compositore italiano di musica barocca.

## Biografia
Pirro Capacelli Albergati nacque a Bologna ed affrontò gli studi di musica per puro divertimento, tuttavia questo non gli impedì di raggiungere una notevole importanza presso il panorama musicale del tempo. 
La sua esperienza di violinista, inoltre, era notevolmente ampliata dalla conoscenza di musicisti come Arcangelo Corelli o Giacomo Antonio Perti. 
I suoi biografi ipotizzano che possa aver prestato servizio presso l'imperatore Leopoldo I, ma sono scarse le prove di questo incarico; altro incarico di importanza, secondo i biografi era quello di maestro di cappella presso la cappella di Puiano nei pressi di Urbino. 
Nella sua città natale ricoprì importanti incarichi nell'amministrazione: fu infatti membro degli Anziani per ventiquattro volte e per sei Gonfaloniere di Giustizia. Contrasse matrimonio nel 1721 con la moglie Elisabetta, di ventuno anni che morì sei anni dopo. Albergati morì nella città natale è venne sepolto nella chiesa di San Francesco.

## Composizioni

### Opere a stampa
- Balletti, Correnti, Sarabande e Gighe a Violino e Violone, con il secondo Violino a beneplacito, Op. I (Bologna, 1682 e 1685)
- Suonate a due Violini col suo Basso continuo per l'Organo, & un altro a beneplacito per Tiorba, o Violoncello, Op. II (Bologna, 1683)
- Cantate morali a voce sola, Op. III (Bologna, 1685)
- Messa e Salmi concertati a una, due, tre, e quattro voci con strumenti obligati, e ripieni a beneplacito, Op. IV (Bologna, 1687)
- Pletro Armonico composto di dieci Sonate da camera a due Violini, e Basso con Violoncello obligato, Op. V (Bologna, 1687)
- Cantate da camera a voce sola, Op. VI (Bologna, 1687)
- Motetti et Antifone della B. Vergine a voce sola con Strumenti, Op. VII (Bologna, 1691)
- Concerti vani da camera a tre, quattro, e cinque, Op. VIII (Modena, 1702)
- Cantate spirituali a una, due e tre voci con Strumenti, Op. IX (Modena, 1702)
- Cantate et Oratori spirituali a una, due, e tre voci con Strumenti, Op. X (Bologna, 1714)
- Hinno et Antifone della B. Vergine a voce sola, con Strumenti unissoni, Op. XI (Bologna, 1715)
- Motetti con il Responsorio di S. Antonio di Padoa a una, e tre voci con Strumenti, Op. 12 (Bologna, 1717)
- Corona de pregi di Maria; Cantate a voce sola, Op. XIII (Bologna, 1717)
- Caprici vari da caniera a tre, Op. XIV (Venezia, 1721)
- Messa, Litanie della B. V. Tantum Ergo, ecc. a 4, Op. XV (Venezia, 1721)

### Oratori
- Nabucodonosor (di Giacomo Antonio Bergamori. Bologna, 1686)
- Giobbe (di Giovanni Battista Neri. Bologna, 1688)
- Sant'Orsola (di Gaetano Cintoli. Bologna, 1689)
- L'iride di pace o sia il Beato Nicolò Albergati (di Rainaldo Mollcia. Bologna, 1690 e 1697)
- Il convito di Baldassarre (di Gaetano Cintoli. Bologna, 1691)
- La Beata Caterina da Bologna tentata di solitudine (Bologna, 1692 e 1697)
- L'innocenza di Santa Eufemia (di Antonio Pacini. Bologna, 1694)
- Il martirio di San Sinibaldo (di Antonio Pacini. Bologna, 1696)
- Sant'Eustachio (di Giacomo Antonio Bergamori. Bologna, 1699)
- Sant'Ottilia (di Giovanni Battista Taroni. Bologna, 1705)
- Santa Rosalia (Bologna, 1708)
- Morte di Cristo (Bologna, 1719 e 1730)
- Santa Maria Maddalena de' Pazzi (Bologna 1729)
- Il trionfo della grazia overo la conversione di Maddalena (Bologna, 1729)
- San Petronio principale protettore di Bologna (Bologna, 1732)

### Altre opere
- Serenata a due voci (Bologna, 27 agosto 1692)
- Il ritorno dalla capanna (dialogo pastorale. Bologna,  1696)
- Gli amici (pastorale per musica di Pier Jacopo Malvezzi. Bologna, 16 agosto 1699)
- Maria annunciata dall'Angelo (cantata. Bologna, 1701)
- Il principe selvaggio (di Francesco Silvani. Bologna, Teatro Formagliari, 1712)